# カラサタマ
カラサタマ（フィンランド語: Kalasatama、スウェーデン語: Fiskehamnen）は、フィンランドのヘルシンキの四分の一地区で、ソルナイネン地区の一部である。
カラサタマはかなり密集した市街地になりつつあり、約25,000人の住民が住んでいるほか、約1万人の雇用が計画されている。
カラサタマには、ヘルシンキ地下鉄の駅があり、レディとフィンランド初の超高層建築物ビルもある。

## 地区データ
- 面積 0.70 km2
- 人口 3387 人
- 人口密度 4839 人/km2

## ギャラリー

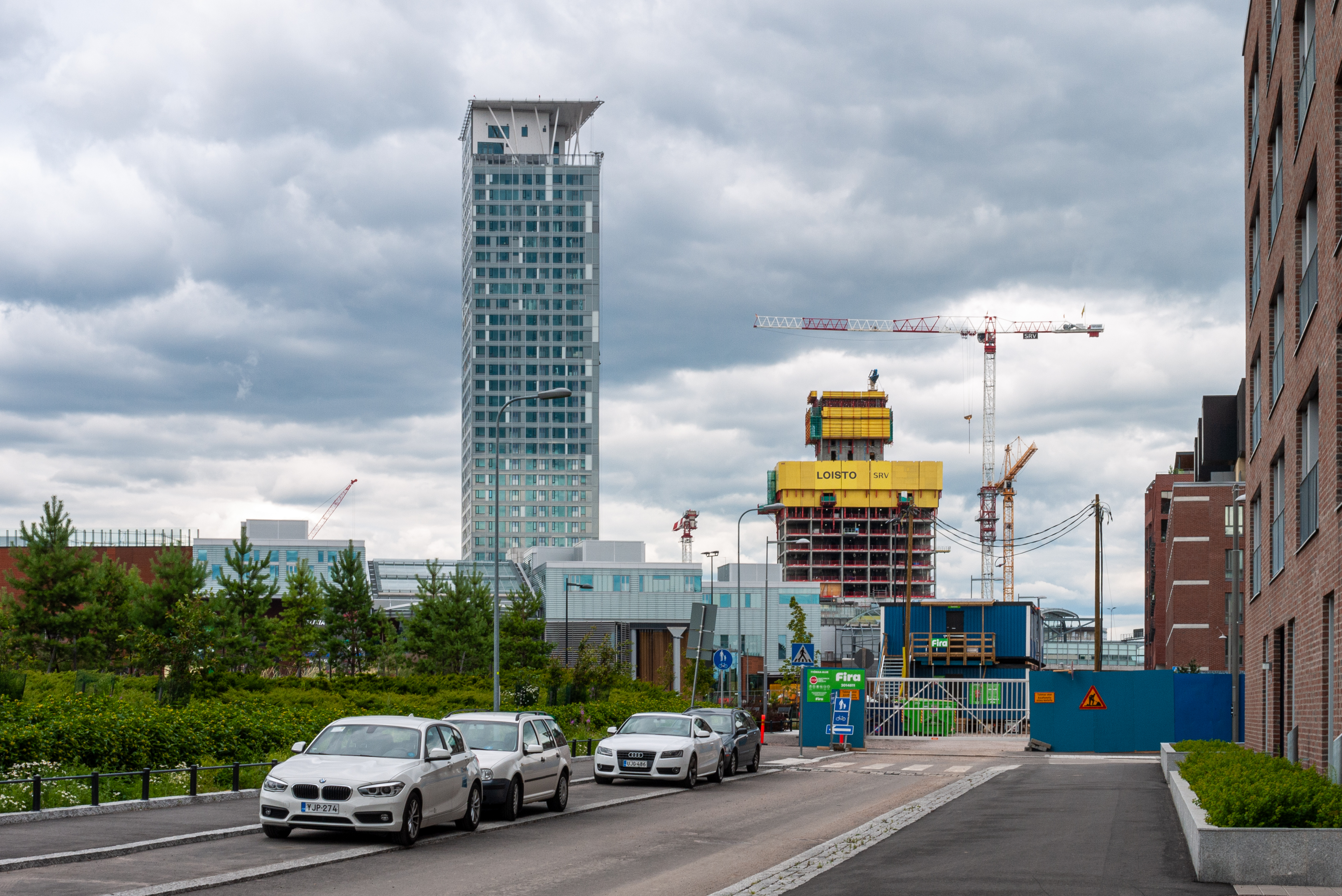
カラサタマのいくつかの高層ビル
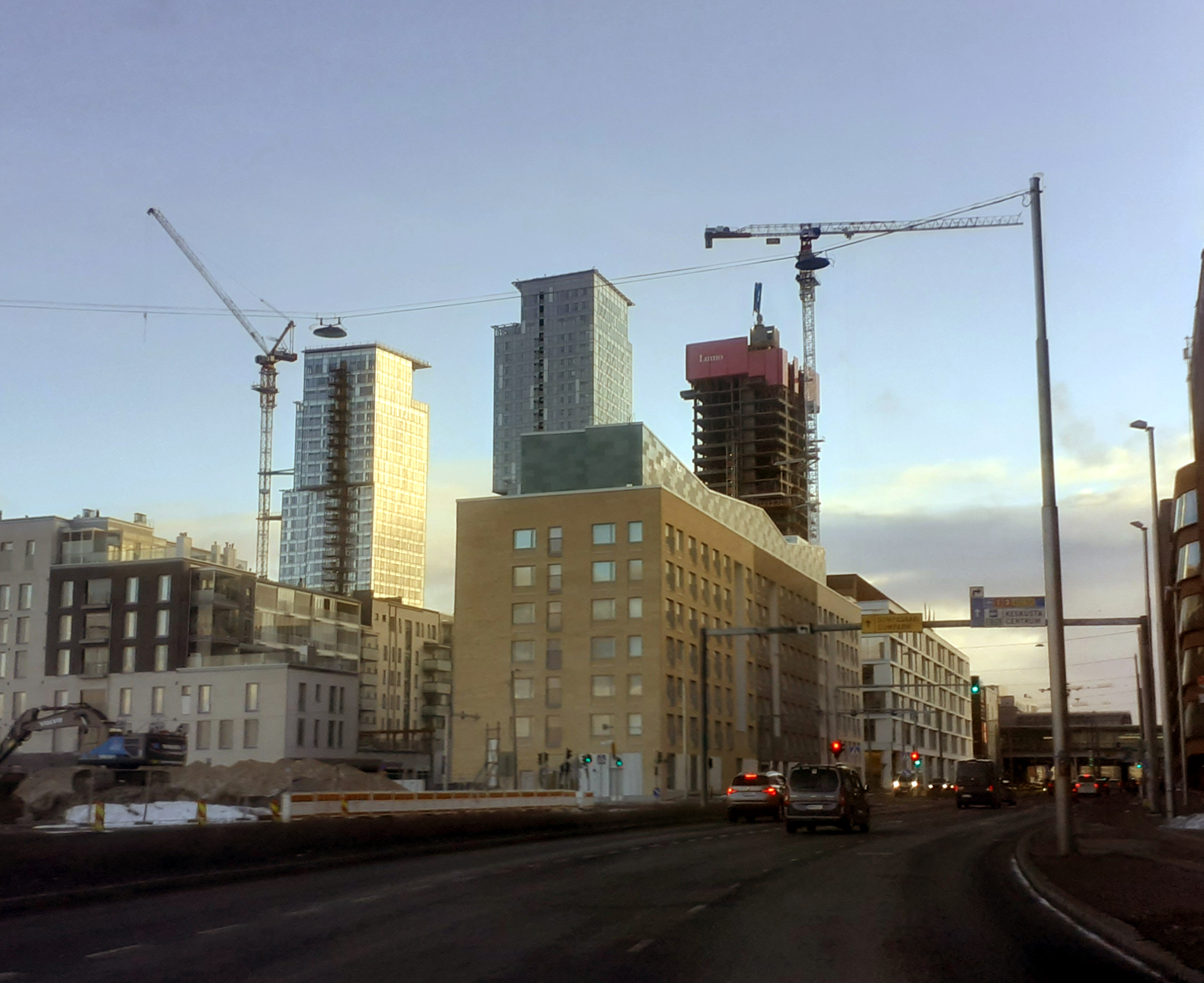
2021年3月のカラサタマ
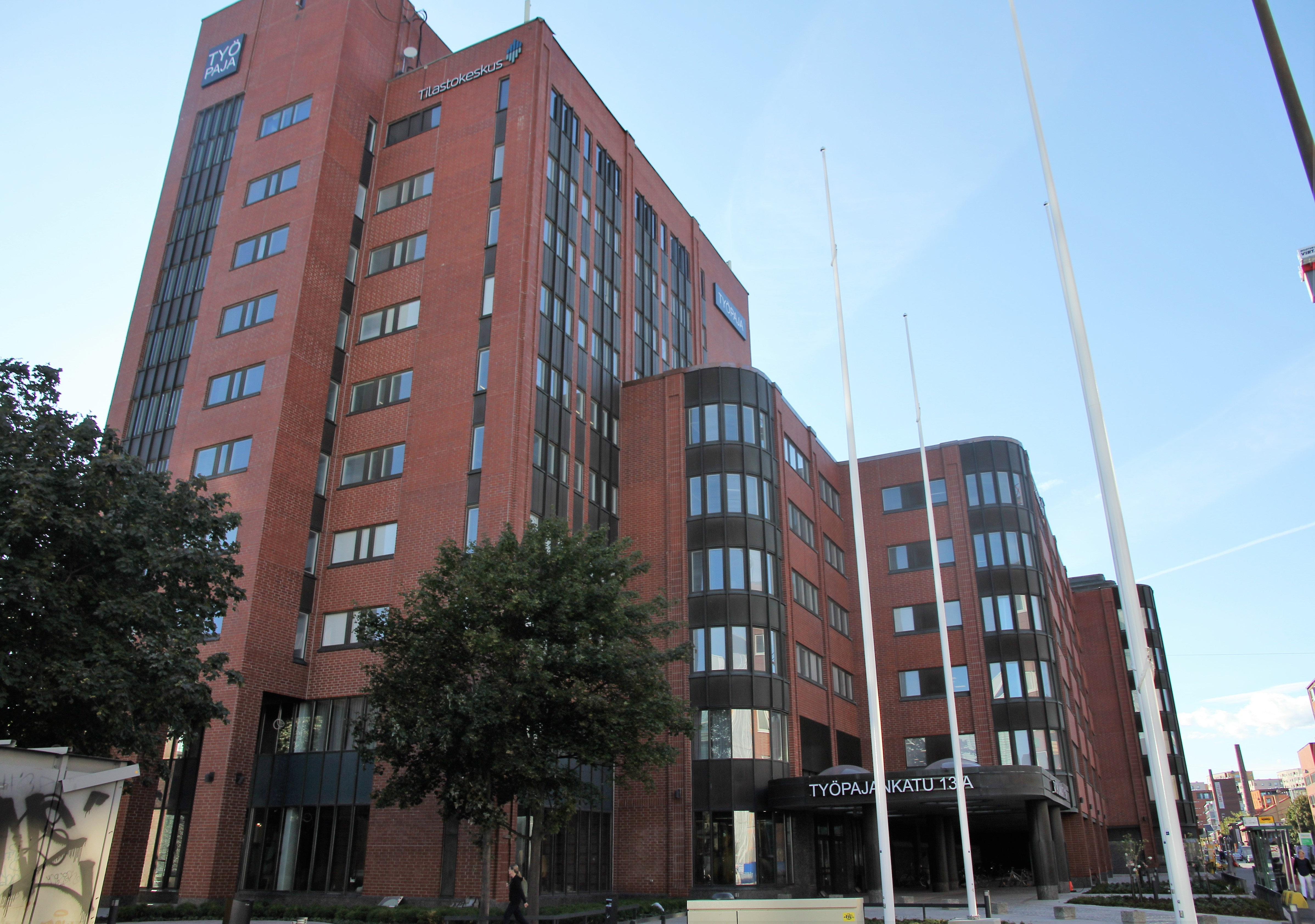
ティタストケスクス
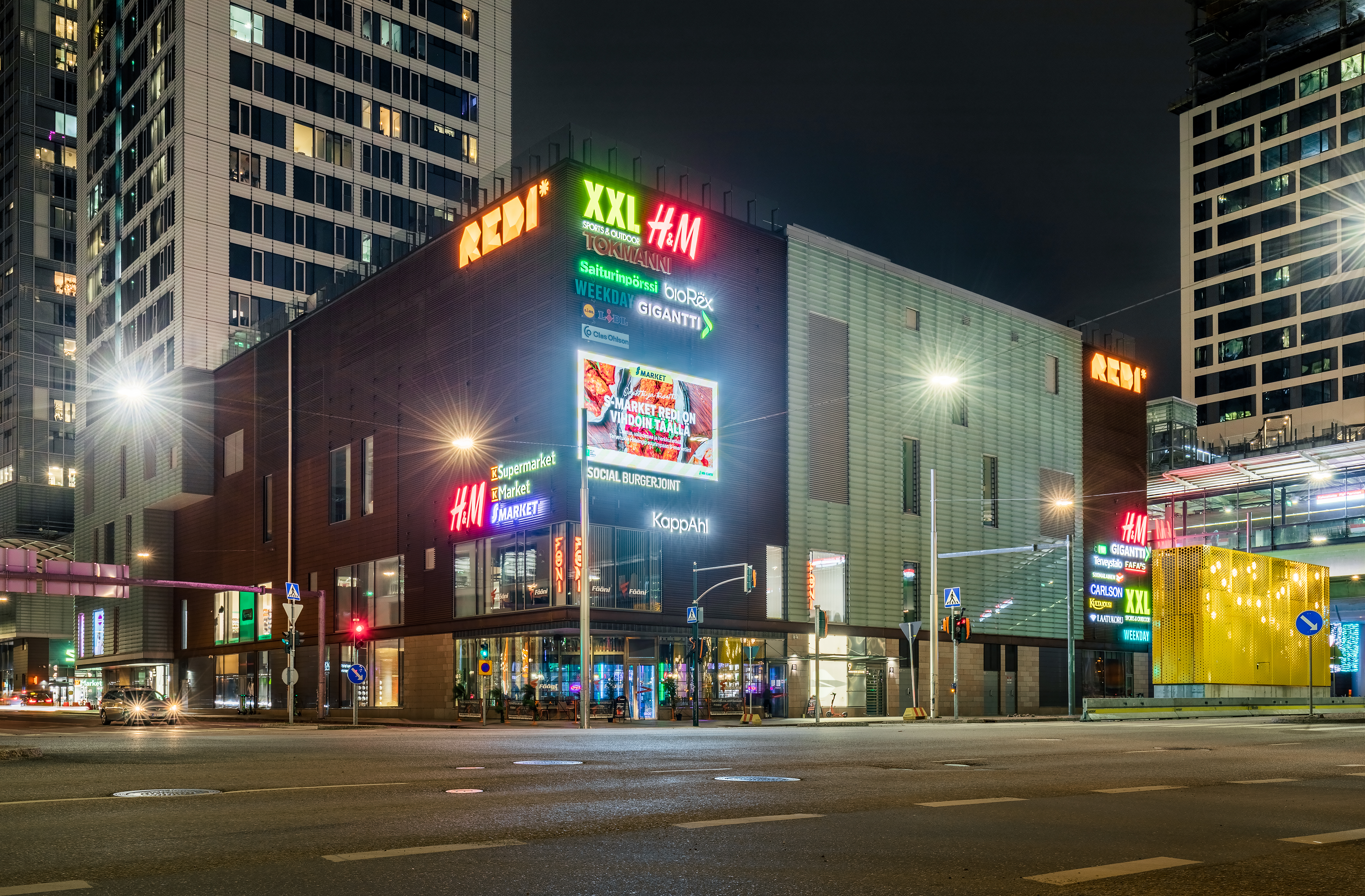
レディ（英語版）